# San Pancrazio Salentino
San Pancrazio Salentino – miejscowość i gmina we Włoszech, w regionie Apulia, w prowincji Brindisi.
Według danych na rok 2004 gminę zamieszkiwały 10 534 osoby, 191,5 os./km².